# Видава (Волочисский район)
Видава (укр. Видава) — село в Волочисском районе Хмельницкой области Украины.
Население по переписи 2001 года составляло 396 человек. Почтовый индекс — 31270. Телефонный код — 3845. Занимает площадь 1,49 км². Код КОАТУУ — 6820981203.

## Местный совет
31277, Хмельницкая обл., Волочисский р-н, с. Броновка 